# Straight Outta Cashville
Straight Outta Cashville je debutové studiové album amerického rappera Young Bucka, vydané 24. srpna 2004 u nahrávacích společností G-Unit Records a Interscope Records.

## O albu
Název alba odkazuje na album Straight Outta Compton legendární hip hopové skupiny N.W.A., výraz Cashville je neologismem názvu města Nashville (Young Buckovo rodné město).
Mezi hostujícími umělci se na albu podíleli 50 Cent, Lloyd Banks, Tony Yayo, Lil' Flip, David Banner, D-Tay, Ludacris, Game či Stat Quo.
Po listopadu 2004 nebylo album příliš propagováno, kvůli incidentu z předávání cen VIBE, při kterém byl Buck zadržen za napadení.

### Singly
První singl "Let Me In" se umístil na 34. příčce US žebříčku Billboard Hot 100, druhý singl "Shorty Wanna Ride" na 17. příčce.

## Po vydání
V první týden prodeje v USA se prodalo 261 000 kusů alba, čím se umístilo na 3. příčce žebříčku Billboard 200. Celkem se v USA prodalo lehce přes jeden milion kusů, a tím album získalo certifikaci platinová deska od společnosti RIAA.

## Seznam skladeb
| Pořadí | Název                                               | Hudba                     | Délka |
| ------ | --------------------------------------------------- | ------------------------- | ----- |
| 1.     | I'm a Soldier (ft. 50 Cent)                         | Dre & Vidal & Felony      | 3:34  |
| 2.     | Do It Like Me                                       | Sha Money XL & Chad Beatz | 3:51  |
| 3.     | Let Me In (ft. 50 Cent)                             | Needlz                    | 3:44  |
| 4.     | Look at Me Now (ft. Mr. Porter)                     | Mr. Porter                | 4:26  |
| 5.     | Welcome to the South (ft. David Banner & Lil' Flip) | Red Spyda                 | 3:50  |
| 6.     | Prices on My Head (ft. D-Tay & Lloyd Banks)         | Crown                     | 4:21  |
| 7.     | Bonafide Hustler (ft. 50 Cent & Tony Yayo)          | Diverse & Klasic          | 4:16  |
| 8.     | Shorty Wanna Ride                                   | Lil Jon                   | 4:21  |
| 9.     | Bang Bang                                           | Needlz                    | 3:34  |
| 10.    | Thou Shall                                          | Midi Mafia                | 3:15  |
| 11.    | Black Gloves                                        | Doug Wilson & Sean Cane   | 3:16  |
| 12.    | Stomp (ft. T.I. & Ludacris)                         | DJ Paul & Juicy J         | 4:44  |
| 13.    | Taking Hits (ft. D-Tay & Murda Rich)                | DJ Paul & Juicy J         | 3:47  |
| 14.    | Walk With Me (ft. Stat Quo)                         | Dre & Vidal               | 4:10  |

| Deluxe Edition | Deluxe Edition                                                            | Deluxe Edition             | Deluxe Edition |
| Pořadí         | Název                                                                     | Hudba                      | Délka          |
| -------------- | ------------------------------------------------------------------------- | -------------------------- | -------------- |
| 15.            | DPG-Unit (ft. 50 Cent, Daz Dillinger, Lloyd Banks, Snoop Dogg & Soopafly) | Black Jeruz & Sha Money XL | 4:06           |

## Mezinárodní žebříčky
| Země                     | Umístění |
| ------------------------ | -------- |
| Kanada                   | 1        |
| Spojené království       | 22       |
| US Billboard 200         | 3        |
| US Billboard R&B/Hip-Hop | 2        |